# Frozen Scream
Frozen Scream es una película estadounidense de suspenso y terror estrenada en 1975, dirigida por Frank Roach. Su título fue prohibido durante la década de 1980 en Reino Unido bajo el Acta de Publicaciones Obscenas de 1959 hasta el año 2010.

## Sinopsis
Un científico intenta crear un medicamento para obtener la inmortalidad. Antes de ponerlo a prueba es secuestrado por un grupo de colegas científicos que forman parte de una secta. Ellos creen que, utilizando la droga a bajas temperaturas, serán capaces de crear zombis congelados. La esposa del científico desaparecido pide ayuda a su ex novio, un detective que está investigando el secuestro, para que le ayude a encontrar a su marido. 

## Reparto
- Renee Harmon
- Lynne Kocol
- Wolf Muser
- Thomas Gowan
- Wayne Liebman
- Lee James
- Sunny Bartholomew
- Bill Oliver
- Bob Rochelle
- Teri Argula